# Бронная Гора (деревня)
Бронная Гора (бел. Бро́нная Гара́) — деревня в Берёзовском районе Брестской области Беларуси. Входит в состав Соколовского сельсовета.

## География
Расположена в 14 км на северо-восток от Берёзы, в 120 км от Бреста. Железнодорожная станция на линии Брест — Барановичи.

## История
Известна с XIX века. В 1865 году здесь был открыт смолошкипинарный завод. С 1915 года оккупирована германскими войсками, с февраля 1919 года по июль 1920 года и с августа 1920 года войсками Польши. 
С 1921 года в составе Польши, в 1924 году лесничевка в Лесковской гмине Косовского уезда Полесского воеводства. В 1930-е гг. работал лесозавод.
С 1939 года в составе БССР, с 1940 года в Соколовском сельсовете. В 1940 году — лесничевка, действовала лесопилка. 
В 1941—1944 гг. оккупирована немецко-фашистскими захватчиками. В мае—ноябре 1942 года в урочище Бронная Гора гитлеровцы погубили более 50 тысяч человек. 
В 1945 году работали лесопилка, мебельная артель «Октябрь» (бел. «Кастрычнік»), с 1948 года кузница. 
Согласно переписи 1959 года поселок и железнодорожная станция (1 здание). Работали мебельный участок Березовского завода металлоконструкций, смолошкипинарный завод (основан в 1865 году), лесничество, средняя и музыкальная школы, 2 клуба, 2 библиотеки, детский сад и ясли, фельдшерско-акушерский пункт, отделение связи, 3 магазина. Многие жители работали в колхозе «33-я годовщина Октября» (бел. «33-я гадавіна Кастрычніка»). 
В 1994 году построен и введен в эксплуатацию завод «Гидростеклоизол» с производственной мощностью 400 тыс. м² и гидростеклоизол ежегодно — первое в Беларуси производство битумнополимерных, кровельных и гидроизоляционных материалов.

## Население

### Численность
- 2019 год — 677 жителей

### Динамика
- XX век
  - 1924 год — 4 зданий, 16 жителей
  - 1940 год — 30 дворов, 175 жителей
  - 1970 год — 247 дворов, 789 жителей
  - 1959 год — 173 хозяйств, 591 жителей, на железнодорожной станции — 2 хозяйства, 7 жителей
  - 1999 год — 1 091 жителей (перепись населения)
- XXI век
  - 2005 год — 178 дворов, 996 жителей
  - 2009 год — 773 жителей (перепись населения)[5]
  - 2019 год — 677 жителей (перепись населения)

## Инфраструктура
Средняя школа, клуб, отделение связи, фельдшерско-акушерский пункт, детский сад, торговые объекты. 

## Достопримечательность
- Мемориал Бронная Гора.
- Обелиск, установленный в честь памяти жертв фашистского террора (1978; обновлен в 1994).
- Мемориальная доска на здании железнодорожной станции, установленная в честь операции «Рельсовая война», которую партизаны бригад имени Свердлова и Дзержинского провели в августе 1943 года.
- Свято-Владимирская церковь (2009—2012)[6].
- Музей воинской части.